# 長野県道252号下久堅知久平線
長野県道252号下久堅知久平線（ながのけんどう252ごう しもひさかたちくだいらせん）は、長野県飯田市を走る一般県道。天竜川に沿って走っている。

## 概要

### 路線データ
- 起点：飯田市下久堅下虎岩（長野県道83号下条米川飯田線交点）
- 終点：飯田市下久堅知久平（水神橋東交差点、国道256号交点）

## 交差する道路
- 長野県道83号下条米川飯田線（起点）
- 国道256号（終点）